# Szimkuhnen
Szimkuhnen (1936 bis 1938: Schimkuhnen, 1938 bis 1945: Schwarzenberge, litauisch Šimkūnai) ist ein verlassener Ort im Rajon Krasnosnamensk der russischen Oblast Kaliningrad.
Die Ortsstelle befindet sich zwei Kilometer nordöstlich von Tretjakowo (Sodargen) an der Straße nach Kutusowo (Schirwindt) am kleinen Fluss Tumannaja (dt. Rauschwe).

## Geschichte

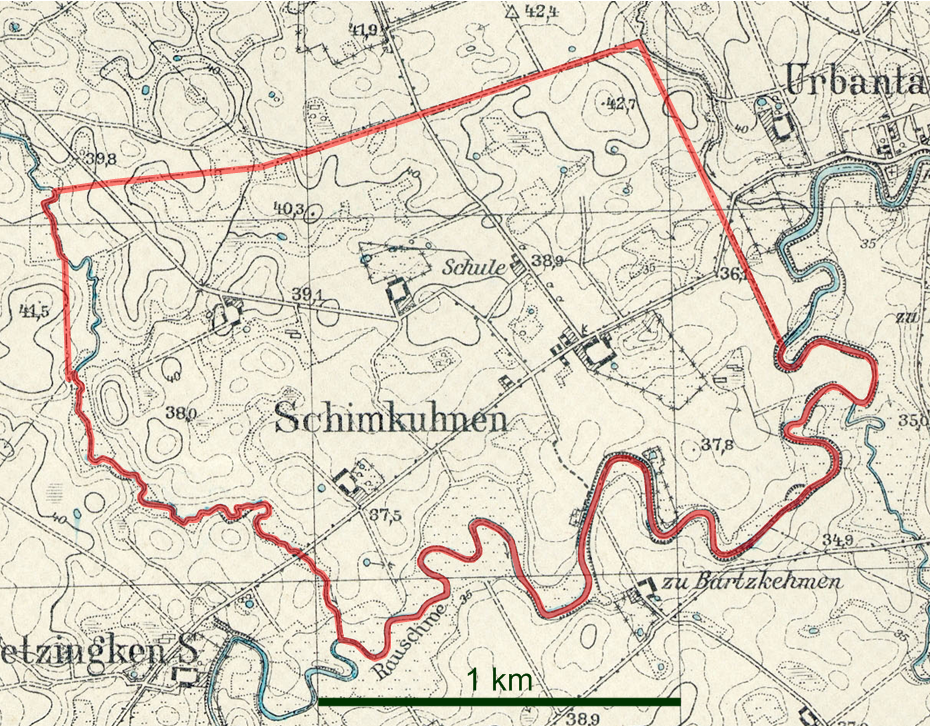
Die Gemeinde Schimkuhnen auf einem Messtischblatt von 1937

Der zunächst Szembkuhnen und Szimbkuhnen genannte Ort wurde seit 1664 erwähnt. Um 1780 war Szimkuhnen ein meliertes Dorf. 1874 wurde die Landgemeinde Szimkuhnen in den neu gebildeten Amtsbezirk Pieraggen im Kreis Pillkallen eingegliedert. 1936 wurde die Schreibweise des Ortes in Schimkuhnen geändert und 1938 wurde er in Schwarzenberge umbenannt. 1945 kam der Ort in Folge des Zweiten Weltkrieges mit dem nördlichen Ostpreußen zur Sowjetunion. Einen russischen Namen erhielt er nicht mehr.

### Einwohnerentwicklung
| Jahr | Einwohner | Bemerkungen |
| ---- | --------- | ----------- |
| 1867 | 89        |             |
| 1871 | 79        |             |
| 1885 | 85        |             |
| 1905 | 70        |             |
| 1910 | 66        |             |
| 1933 | 51        |             |
| 1939 | 261       | [ 10 ]      |

## Kirche
Szimkuhnen/Schwarzenberge gehörte zum evangelischen Kirchspiel Schirwindt.